# Adrien Salenc
Adrien Salenc (Nimes, Francia, 10 de enero de 1997) es un torero francés en activo, que actuó de novillero entre 2016 y 2019, cuando tomó la alternativa en la Plaza de toros de Istres.

## Novillero

### Temporada 2016
La actuación de Adrien Salenc como novillero con picadores se inicia en la temporada 2016, cuando realizó su debut en la Plaza de toros de Captieux (Francia), el 5 de junio. En esta ocasión, el torero francés compartió cartel con los toreros Joaquín Galdós y Carlos Ochoa, consiguiendo cortar una oreja de cada uno de sus oponentes, del hierro de El Tajo.
En 2016, además, completó sus compromisos hasta en 15 ocasiones, cortando un total de 20 orejas. La mayoría de sus compromisos se desarrollaron en Francia aunque también con incursiones en España (Calasparra, Arganda del Rey, Becerril de la Sierra, Arnedo y Zaragoza) y también en América, en la plaza de toros de Xmatkuil (Yucatán).

### Temporada 2017
La temporada de 2017 resultó favorable para el torero Adrien Salenc, consiguiendo abrirse hueco en los carteles de la Plaza de toros de Madrid hasta en dos ocasiones. El resto de sus comparecencias - 13 en total - se desarrollaron en su mayoría en el círculo de las villas taurinas de Francia y también dentro de los ciclos de novilladas celebradas en España, como Calasparra.

#### Debut en Madrid
Su presentación en la Plaza de toros de Las Ventas tuvo lugar el 23 de abril de 2017, en una novillada de Los Chospes junto a Mario Palacios y Ángel Pacheco. Su actuación en esta tarde se saldó con un resultado artístico de dos ovaciones, una en cada de una de sus toros, y siendo su primera actuación con el toro Jardinero, número 45, negro listón y de 440 kg.

### Temporada 2018
En 2018, su última temporada como novillero, consiguió entrar hasta en 21 carteles en diferentes plazas de primera, segunda y tercera categoría, tales como Calasparra, Villaseca de la Sagra, Algemesí, Arlés, Zaragoza o Madrid. En total, durante esta temporada consiguió cortar 24 orejas y 1 rabo.

### Temporada 2019
La última temporada como novillero de Adrien Salenc fue 2019, actuando como tal antes de tomar alternativa en cuatro ocasiones, tres de ellas en plazas de primera categoría: Las Ventas, Zaragoza y Valencia.

## Matador de toros

### Alternativa
Su doctorado como torero tuvo lugar el 19 de junio de 2019, en la Plaza de toros de Istres (Francia). En esta ocasión el diestro francés se acarteló con los diestros Julián López "El Juli" y el peruano Andrés Roca Rey, lidiándose para la ocasión reses del hierro extremeño de Zalduendo. El toro Zafarrancho, herrado con el número 110, de capa negra y 498 kg, fue el toro de su alternativa, al que consiguió cortarle una oreja.
Durante 2019, debutó también en la Feria de San Ignacio de Azpeitia, uno de los ciclos toristas del norte de España. Hacía lo propio con una corrida de Ana Romero, donde consiguió dar una vuelta al ruedo en su segundo toro, tras haber recibido una leve petición de oreja. A partir de aquí, el resto de sus comparecencias en los ruedos tuvo lugar en ruedos franceses, en plazas como Dax o Bayona, consiguiendo terminar la temporada con un saldo artístico de 4 orejas en su haber.

## Premios
- 2019: IV Premio Nacional al Novillero Triunfador, concedido por la Asociación Taurina "Villa de Iniesta".[4]